# Syrphus kotoriensis
Syrphus kotoriensis är en tvåvingeart som beskrevs av Matsumura 1917. Syrphus kotoriensis ingår i släktet solblomflugor, och familjen blomflugor. Inga underarter finns listade i Catalogue of Life.